# Хлорат рубидия
Хлорат рубидия — неорганическое соединение, соль металла рубидия и хлорноватой кислоты с формулой RbClO3, бесцветные кристаллы, хорошо растворимые в воде.

## Получение
- Хлорат рубидия получают действием хлорноватой кислоты на карбонат рубидия:

{\displaystyle {\mathsf {Rb_{2}CO_{3}+2\ HClO_{3}\ {\xrightarrow {\ }}\ 2\ RbClO_{3}+H_{2}O+CO_{2}\uparrow }}}
- Обменной реакцией с хлоратом бария:

{\displaystyle {\mathsf {Ba(ClO_{3})_{2}+Rb_{2}SO_{4}\ {\xrightarrow {\ }}\ 2RbClO_{3}+BaSO_{4}\downarrow }}}
- Электролиз водных растворов хлорида рубидия:

{\displaystyle {\mathsf {6\ RbCl+3\ H_{2}O\ {\xrightarrow {e^{-}}}\ RbClO_{3}+5\ RbCl+3\ H_{2}\uparrow }}}

## Физические свойства
Хлорат рубидия — бесцветные кристаллы.
При медленном нагревании плавится при 342°С, при быстром нагревании разлагается со взрывом.

## Химические свойства
- Разлагается при нагревании:

{\displaystyle {\mathsf {10\ RbClO_{3}\ {\xrightarrow {>480^{o}C}}\ 6\ RbClO_{4}+4\ RbCl+3\ O_{2}\uparrow }}}
- Хлорат рубидия — сильный окислитель, в твёрдом состоянии в смеси с углеродом, серой и другими восстановителями детонирует при нагревании или ударе.

## Токсичность
Опасно для окружающей среды. Раздражает кожу и слизистые.